# Короп індійський
Катла, або Короп індійський (Labeo catla) — вид прісноводних риб родини коропові (Cyprinidae). Належить до роду Лабео (Labeo), хоча раніше зараховувався до монотипового роду Catla. У риби характерна нижня щелепа, висунута вперед. Є звичайним видом у річках і прісноводних озерах Індії, Непалі, М'янмі, Бангладеші та Пакистані. Риба сягає 182 см завдовжки і ваги 38,6 кг.

## Аквакультура
Цей вид риби є важливим об'єктом аквакультури у Південній Азії.